# Брезоваць (Раковиця)
45°02′ пн. ш. 15°39′ сх. д. / 45.04° пн. ш. 15.65° сх. д.
Брезоваць (хорв. Brezovac) — населений пункт у Хорватії, у Карловацькій жупанії у складі громади Раковиця.

## Населення
Населення за даними перепису 2011 року становило 6 осіб.
Динаміка чисельності населення поселення: